# Bahnstrecke Braunschweig–Magdeburg
| Zug der Bundesbahn zwischen DDR-Grenzanlagen, April 1990 | |                                                                                      |                                                                                      |
| Streckennummer: | 1900 Braunschweig–Helmstedt 6400 Helmstedt–Eilsleben 6110 Eilsleben–Magdeburg                                                                          |                                                                                      |                                                                                      |
| Kursbuchstrecke (DB): | 310 |                                                                                      |                                                                                      |
| Kursbuchstrecke: | 183 (1934) 186e (Braunschweig Hbf – Schandelah 1934) 184 (Eilsleben Bz Mgdb – Magdeburg Hbf 1934) 207 (1946) 207e (Braunschweig Hbf – Schandelah 1946) |                                                                                      |                                                                                      |
| Streckenlänge: | 83,0 km |                                                                                      |                                                                                      |
| Spurweite: | 1435 mm (Normalspur) |                                                                                      |                                                                                      |
| Streckenklasse: | D4 |                                                                                      |                                                                                      |
| Stromsystem: | 15 kV, 16,7 Hz ~ |                                                                                      |                                                                                      |
| Streckengeschwindigkeit: | Braunschweig–Helmstedt: 120 km/h Helmstedt–Magdeburg: 160 km/h                                                                                         |                                                                                      |                                                                                      |
| Zugbeeinflussung: | PZB |                                                                                      |                                                                                      |
| Zweigleisigkeit: | durchgehend |                                                                                      |                                                                                      |
| | |                                                                                      |                                                                                      |
| \| \| \| von Hannover \| \| \| \| \| von Bad Harzburg \| \| \| \| 3,4 \| Braunschweig Hbf \| Braunschweig Hbf \| \| \| \| von und nach Gifhorn \| \| \| \| 5,7 \| Abzw Braunschweig Schmiedekamp \| Abzw Braunschweig Schmiedekamp \| \| \| \| nach Braunschweig Rbf \| \| \| \| 7,0 \| Grüner Jäger \| Grüner Jäger \| \| \| \| von Braunschweig Rbf \| \| \| \| 7,6 \| Abzw Braunschweig-Buchhorst \| Abzw Braunschweig-Buchhorst \| \| \| 9,5 \| Weddel (Braunschw) (ehem Hp) \| Weddel (Braunschw) (ehem Hp) \| \| \| 9,7 \| Weddel (Abzw) \| Weddel (Abzw) \| \| \| \| nach Fallersleben \| \| \| \| 13,8 \| Schandelah \| Schandelah \| \| \| 14,8 \| A 39 \| A 39 \| \| \| 16,4 \| nach Oebisfelde \| nach Oebisfelde \| \| \| 18,5 \| Bornum b Königslutter \| Bornum b Königslutter \| \| \| 23,0 \| Königslutter \| Königslutter \| \| \| 27,2 \| Lelm (Kr Helmstedt) \| Lelm (Kr Helmstedt) \| \| \| 31,4 \| Frellstedt \| Frellstedt \| \| \| 33,7 \| Wolsdorf \| Wolsdorf \| \| \| \| von Oebisfelde \| \| \| \| \| von Jerxheim \| \| \| \| 38,817,7 \| Helmstedt \| Helmstedt \| \| \| \| \| \| \| \| 14,9 \| Landesgrenze Niedersachsen / Sachsen-Anhalt ehem. Grenzübergang Helmstedt-Marienborn \| Landesgrenze Niedersachsen / Sachsen-Anhalt ehem. Grenzübergang Helmstedt-Marienborn \| \| \| \| \| \| \| \| \| von Völpke \| \| \| \| 13,8 \| Üst Harbke \| Üst Harbke \| \| \| \| von Beendorf \| \| \| \| 8,8 \| Marienborn \| 156 m \| \| \| 5,2 \| Wefensleben \| Wefensleben \| \| \| \| von Schöningen \| \| \| \| 0,0171,7 \| Eilsleben (b Magdeburg) \| 144 m \| \| \| \| nach Haldensleben \| \| \| \| \| nach Blumenberg \| \| \| \| 167,8 \| Ovelgünne \| Ovelgünne \| \| \| 162,7 \| Dreileben-Drackenstedt \| Dreileben-Drackenstedt \| \| \| 160,0 \| Ochtmersleben \| Ochtmersleben \| \| \| 156,3 \| Wellen (b Magdeburg) \| Wellen (b Magdeburg) \| \| \| 151,1 \| Niederndodeleben \| 92 m \| \| \| \| Schrotetalbrücke (A 14) \| \| \| \| 144,8 \| Magdeburg-Sudenburg (Bft) \| Magdeburg-Sudenburg (Bft) \| \| \| \| von Halberstadt und von Halle (Saale) \| \| \| \| 141,8 \| Magdeburg Hbf \| Magdeburg Hbf \| \| \| \| nach Berlin und nach Stendal \| \| | |                                                                                      |                                                                                      |
| Strecke | | von Hannover                                                                         | von Hannover                                                                         |
| Abzweig geradeaus und von rechts | | von Bad Harzburg                                                                     | von Bad Harzburg                                                                     |
| Bahnhof | 3,4 | Braunschweig Hbf                                                                     | Braunschweig Hbf                                                                     |
| Abzweig geradeaus, nach links und von links | | von und nach Gifhorn                                                                 | von und nach Gifhorn                                                                 |
| Blockstelle | 5,7 | Abzw Braunschweig Schmiedekamp                                                       | Abzw Braunschweig Schmiedekamp                                                       |
| Abzweig geradeaus und nach rechts | | nach Braunschweig Rbf                                                                | nach Braunschweig Rbf                                                                |
| ehemaliger Haltepunkt / Haltestelle | 7,0 | Grüner Jäger                                                                         | Grüner Jäger                                                                         |
| Abzweig geradeaus und von rechts | | von Braunschweig Rbf                                                                 | von Braunschweig Rbf                                                                 |
| Blockstelle | 7,6 | Abzw Braunschweig-Buchhorst                                                          | Abzw Braunschweig-Buchhorst                                                          |
| Bahnhof | 9,5 | Weddel (Braunschw) (ehem Hp)                                                         | Weddel (Braunschw) (ehem Hp)                                                         |
| ehemalige Blockstelle | 9,7 | Weddel (Abzw)                                                                        | Weddel (Abzw)                                                                        |
| Abzweig geradeaus und nach links | | nach Fallersleben                                                                    | nach Fallersleben                                                                    |
| Bahnhof | 13,8 | Schandelah                                                                           | Schandelah                                                                           |
| Strecke mit Straßenbrücke | 14,8 | A 39                                                                                 | A 39                                                                                 |
| Abzweig geradeaus und ehemals nach links | 16,4 | nach Oebisfelde                                                                      | nach Oebisfelde                                                                      |
| ehemaliger Haltepunkt / Haltestelle | 18,5 | Bornum b Königslutter                                                                | Bornum b Königslutter                                                                |
| Bahnhof | 23,0 | Königslutter                                                                         | Königslutter                                                                         |
| ehemaliger Haltepunkt / Haltestelle | 27,2 | Lelm (Kr Helmstedt)                                                                  | Lelm (Kr Helmstedt)                                                                  |
| Bahnhof | 31,4 | Frellstedt                                                                           | Frellstedt                                                                           |
| ehemaliger Haltepunkt / Haltestelle | 33,7 | Wolsdorf                                                                             | Wolsdorf                                                                             |
| Abzweig geradeaus und von links | | von Oebisfelde                                                                       | von Oebisfelde                                                                       |
| Abzweig geradeaus und von rechts | | von Jerxheim                                                                         | von Jerxheim                                                                         |
| Bahnhof | 38,817,7 | Helmstedt                                                                            | Helmstedt                                                                            |
| | |                                                                                      |                                                                                      |
| Grenze | 14,9 | Landesgrenze Niedersachsen / Sachsen-Anhalt ehem. Grenzübergang Helmstedt-Marienborn | Landesgrenze Niedersachsen / Sachsen-Anhalt ehem. Grenzübergang Helmstedt-Marienborn |
| | |                                                                                      |                                                                                      |
| Abzweig geradeaus und ehemals von rechts | | von Völpke                                                                           | von Völpke                                                                           |
| Überleitstelle / Spurwechsel | 13,8 | Üst Harbke                                                                           | Üst Harbke                                                                           |
| Abzweig geradeaus und ehemals von links | | von Beendorf                                                                         | von Beendorf                                                                         |
| Bahnhof | 8,8 | Marienborn                                                                           | 156 m                                                                                |
| Bahnhof | 5,2 | Wefensleben                                                                          | Wefensleben                                                                          |
| Abzweig geradeaus und ehemals von rechts | | von Schöningen                                                                       | von Schöningen                                                                       |
| Bahnhof | 0,0171,7 | Eilsleben (b Magdeburg)                                                              | 144 m                                                                                |
| Abzweig geradeaus und ehemals nach links | | nach Haldensleben                                                                    | nach Haldensleben                                                                    |
| Abzweig geradeaus und ehemals nach rechts | | nach Blumenberg                                                                      | nach Blumenberg                                                                      |
| Haltepunkt / Haltestelle | 167,8 | Ovelgünne                                                                            | Ovelgünne                                                                            |
| Bahnhof | 162,7 | Dreileben-Drackenstedt                                                               | Dreileben-Drackenstedt                                                               |
| Haltepunkt / Haltestelle | 160,0 | Ochtmersleben                                                                        | Ochtmersleben                                                                        |
| Haltepunkt / Haltestelle | 156,3 | Wellen (b Magdeburg)                                                                 | Wellen (b Magdeburg)                                                                 |
| Bahnhof | 151,1 | Niederndodeleben                                                                     | 92 m                                                                                 |
| Strecke mit Straßenbrücke | | Schrotetalbrücke (A 14)                                                              | Schrotetalbrücke (A 14)                                                              |
| Bahnhof | 144,8 | Magdeburg-Sudenburg (Bft)                                                            | Magdeburg-Sudenburg (Bft)                                                            |
| Abzweig geradeaus, nach rechts und von rechts | | von Halberstadt und von Halle (Saale)                                                | von Halberstadt und von Halle (Saale)                                                |
| Bahnhof | 141,8 | Magdeburg Hbf                                                                        | Magdeburg Hbf                                                                        |
| Strecke | | nach Berlin und nach Stendal                                                         | nach Berlin und nach Stendal                                                         |

Die Bahnstrecke Braunschweig–Magdeburg ist eine 83 Kilometer lange Hauptbahn der DB InfraGO. Sie ist neben der Berlin-Lehrter Eisenbahn und der Schnellfahrstrecke Hannover–Berlin eine der bedeutendsten Ost-West-Strecken zwischen Hannover und Berlin. Wichtige Zwischenbahnhöfe sind Königslutter, Helmstedt und Eilsleben.
Sie dient heute überwiegend dem Ost-West-Güterverkehr, daneben wird sie von Intercitys und Regionalbahnen befahren.

## Geschichte

### Vorgeschichte

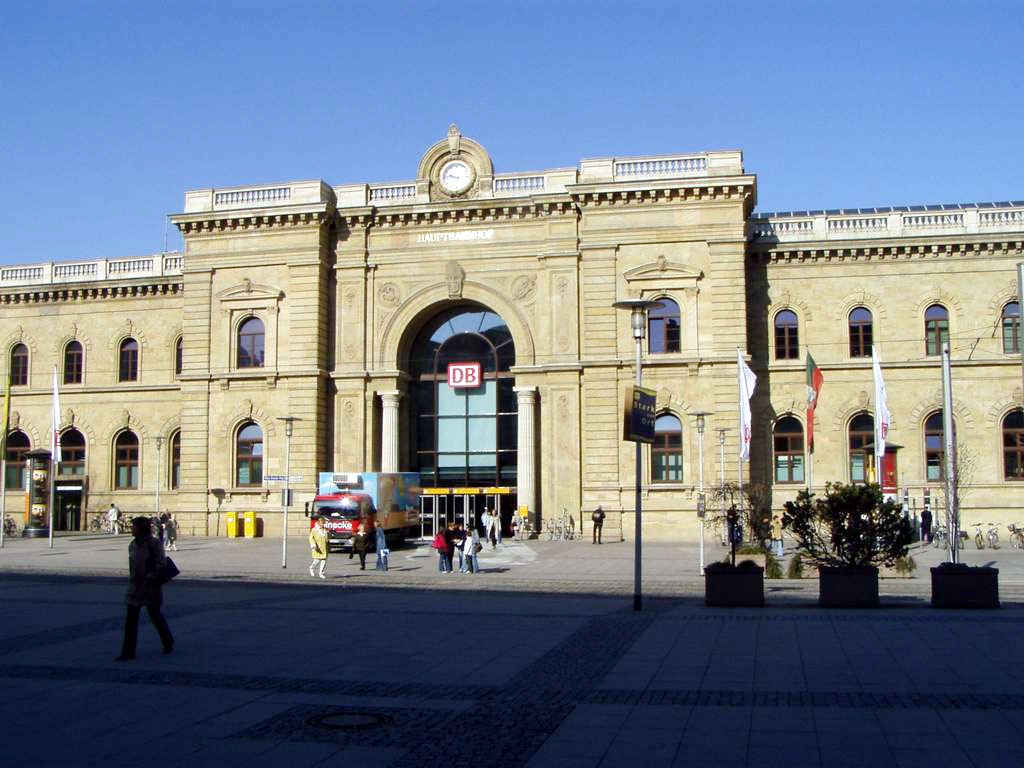
Magdeburg Hauptbahnhof

Braunschweig und Magdeburg waren bereits 1843 mit einer Bahnstrecke über Wolfenbüttel, Jerxheim und Oschersleben verbunden worden. Diese Trasse machte zwar einen Umweg nach Süden, führte aber durch bautechnisch einfaches Gelände. Zudem konnte bis Wolfenbüttel die Bahnstrecke Braunschweig–Bad Harzburg und ab Oschersleben die Bahnstrecke Magdeburg–Halberstadt mitbenutzt werden. Diese Verbindung gehörte der Herzoglich Braunschweigischen Staatseisenbahn und der Magdeburg-Halberstädter Eisenbahn-Gesellschaft.
1844 folgte die Bahnstrecke Hannover–Braunschweig, 1846 diejenige von Magdeburg nach Potsdam. Auch der 1845 eröffnete alte Hauptbahnhof Braunschweig wurde wie das Vorgängergebäude von 1838 als Kopfbahnhof errichtet.
Nachdem sich der Verkehr immer weiter entwickelte, wollte die Magdeburg-Halberstädter Eisenbahn (MHE) ab den frühen 1860er Jahren eine Direktverbindung Berlin–Hannover bauen. Dieses wurde zunächst von der hannöverschen und braunschweigischen Regierung abgelehnt. Nach dem Deutsch-Deutschen Krieg von 1866 wurde das Königreich Hannover von Preußen annektiert. Braunschweig hatte allein kaum noch Einfluss, und die preußische MHE machte sich an den Bau der Berlin-Lehrter Eisenbahn über Stendal. Nun sahen sich nicht nur die Städte Magdeburg und Braunschweig, sondern auch die Berlin-Potsdam-Magdeburger Eisenbahn-Gesellschaft (BPME) in ihrer Bedeutung bedroht, zumal sie im Westen nur an das Netz der Konkurrentin MHE angeschlossen waren.

### Bau und Eröffnung
Im Jahr 1868 stellte die preußische Militärverwaltung der Berlin-Potsdam-Magdeburger Eisenbahn, der Magdeburg-Halberstädter Eisenbahn und der Magdeburg-Cöthen-Halle-Leipziger Eisenbahn 28 Hektar Bauland für die Errichtung eines neuen Magdeburger Zentralbahnhofs, dem heutigen Magdeburger Hauptbahnhof, zur Verfügung. Zeitgleich begann die BPME mit den Vorarbeiten für die Strecken von Magdeburg über Eilsleben nach Helmstedt und Schöningen. An den westlichen Endbahnhöfen sollte der Anschluss an die Braunschweigische Staatsbahn erfolgen. Da die Strecke sowohl preußisches als auch braunschweigiges Territorium berührte, war ein Staatsvertrag zwischen beiden Ländern notwendig, der am 27. Mai 1868 ratifiziert wurde. Am 14. Dezember 1868 stellte die preußische Seite der BPME die Konzessionsurkunde zum Bau aus, die analoge Urkunde seitens Braunschweigs wurde am 18. Februar 1868 erteilt. Im Frühjahr 1869 begannen die Bauarbeiten an beiden Strecken. Die Gesellschaft setzte vorwiegend Saisonkräfte aus den preußischen Provinzen Brandenburg, Posen und Westpreußen ein, da die örtlichen Arbeitskräfte in der Landwirtschaft benötigt wurden. Ende Juli 1870 musste die BPME die Arbeiten vorübergehend einstellen, da infolge des Deutsch-Französischen Krieges Arbeitskräftemangel herrschte. Ende 1871 wurde der Streckenbau fortgesetzt, wobei die Gesellschaft nun auch auf französische Kriegsgefangene zurückgreifen konnte. Am 15. August 1872 befuhr der erste Arbeitszug zwischen Magdeburg, Eilsleben und Schöningen. Einen Monat darauf erfolgte am 15. September 1872 die Eröffnung beider Verbindungen. Der direkte Anschluss an die Stammstrecke der BPME folgte am 15. Mai 1873 zusammen mit der Eröffnung des Magdeburger Hauptbahnhofs.
Zwischen Eilsleben und Braunschweig waren der Lappwald und Ausläufer des Elm zu queren. Die Strecke ist hier kurvenreich und verläuft über Dämme und durch Einschnitte.

### Entwicklung bis zur Teilung Deutschlands
Die ein Jahr ältere Lehrter Bahn blieb als Schnellverbindung im Personenverkehr zwischen Hannover und Berlin unumstritten, die Verbindung über Helmstedt lebte von den beiden Großstädten und dem Verkehr von Hannover in Richtung Halle/Leipzig. Daneben etablierte sich starker Güterverkehr auf beiden Ästen.
Über die Strecke fuhr auch der älteste deutsche Durchgangszug, der 1892 eingeführte D 31/32. 1937 fuhren fünf Schnellzüge pro Tag und Richtung über Helmstedt.

### Transitstrecke

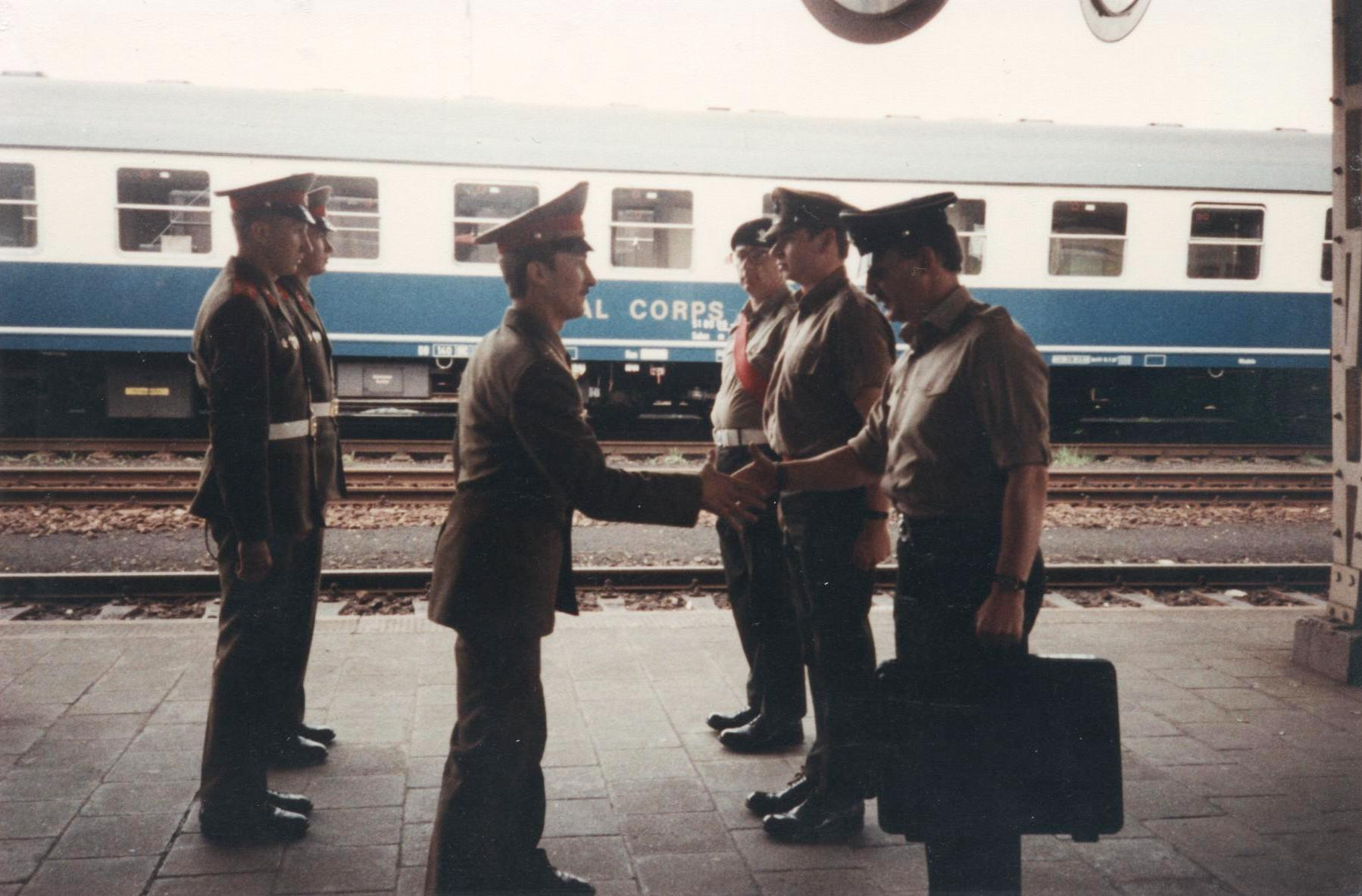
Sowjetische und britische Soldaten in Marienborn, April 1990

Da die Verbindung durch relativ anspruchsloses Gelände führt und keine großen Kunstbauwerke aufweist, war sie während und nach dem Zweiten Weltkrieg nur für einige Tage unbefahrbar. Die Alliierten entschieden sich, den Grenzübergang Helmstedt/Marienborn für den militärischen Verkehr der Westmächte nach Berlin zu nutzen. Auch für den zivilen Transitverkehr durch die DDR wurde dieser Weg freigegeben. Die Lehrter Bahn blieb ebenso benutzbar, wurde aber weniger stark befahren.
1960 wurde der heutige Braunschweiger Hauptbahnhof eröffnet. Seitdem ist kein Fahrtrichtungswechsel zwischen Magdeburg und Hannover mehr nötig.
Nach dem Verkehrsabkommen von 1972 wurde auch wieder Nahverkehr zwischen Helmstedt und Eilsleben angeboten. Am 26. September 1976 wurde der Abschnitt Braunschweig–Helmstedt elektrifiziert. In den 1980er Jahren wurde zwischen West und Ost ein Ausbau der Transitwege verhandelt. Die DDR bevorzugte hier die Lehrter Bahn, auch um den Transitverkehr aus Potsdam und Magdeburg herauszuhalten. Im Westen hingegen wurde über Anschlussmöglichkeiten nach Braunschweig diskutiert.
Am 11. Oktober 1985 stießen zwischen Wefensleben und Eilsleben ein Personenzug und eine Diesellok frontal zusammen, weil wegen Bauarbeiten das Teilstück der Strecke nur eingleisig befahrbar war. Der Unfall forderte 13 Tote.

### Nach der Deutschen Wiedervereinigung
Noch mit Diesel fuhr 1991 der erste Intercity von Hannover über Braunschweig und Magdeburg nach Berlin.
Im Rahmen der „Verkehrsprojekte Deutsche Einheit“ wurde unmittelbar nach dem Fall der Mauer ein Ausbau der Strecke Helmstedt – Magdeburg – Berlin als VDE Nr. 5 in Angriff genommen. Ziel war die Herstellung einer leistungsfähigen Verbindung zwischen den Landeshauptstädten Magdeburg und Potsdam sowie der Bundeshauptstadt Berlin. Außerdem sollte der ehemals grenzüberschreitende Abschnitt bis Helmstedt modernisiert und unter anderem die Elektrifizierungslücke geschlossen werden. Geplant war ein durchgängiger Ausbau für eine Geschwindigkeit von 160 km/h inklusive Elektrifizierung.
Bereits 1993 war der Streckenabschnitt Helmstedt – Magdeburg auf 160 km/h ausgebaut und elektrifiziert, im gleichen Jahr wurde der Intercity-Express-Verkehr auf dieser Strecke nach Berlin aufgenommen. Östlich wurde vorerst der Weg über die Bahnstrecke Biederitz–Trebnitz und die Kanonenbahn ab Güterglück genommen, erst 1995 stand die Direktverbindung über Brandenburg und Potsdam für elektrische Züge zur Verfügung.
Ein deutlicher Einschnitt im Fernverkehr erfolgte 1998, als die Schnellfahrstrecke Hannover–Berlin ihren Betrieb aufnahm. Von den Fernverkehrszügen nach Berlin fahren seitdem nur noch die ICE Frankfurt–Berlin von Braunschweig bis zum Abzweig der Weddeler Schleife stündlich auf dieser Bahnstrecke. Daneben verkehren stündlich ICs und in Tagesrandlagen ICEs von Hannover nach Leipzig über diese Strecke. Derzeit verkehrt täglich ein Zugpaar von Emden-Außenhafen über Hannover, Braunschweig, Magdeburg, Brandenburg an der Havel, Potsdam, Berlin nach Cottbus. Bei Störungen auf der Schnellfahrstrecke Hannover-Berlin erfolgt die Umleitung von ICE-Zügen über die Strecke Braunschweig-Magdeburg mit Halt in Braunschweig, Magdeburg und Potsdam.
Ende 2022 wurden die Gleiskreuzungen der Abzweigstelle Braunschweig Schmiedekamp durch einfache Weichen ersetzt. Zuvor verursachten die Kreuzungen einen Geschwindigkeitseinbruch von 120 auf 70 km/h.

### Ausblick
Zwischen den Abzweigstellen Buchhorst und Weddel soll ein 3. Gleis gebaut werden, um die Streckenkapazität zu erhöhen. Die Maßnahme wurde als Teil der Ausbaustrecke Lehrte/Hameln – Braunschweig – Magdeburg – Roßlau in den vordringlichen Bedarf des Bundesverkehrswegeplans 2030 aufgenommen.

## Betrieb

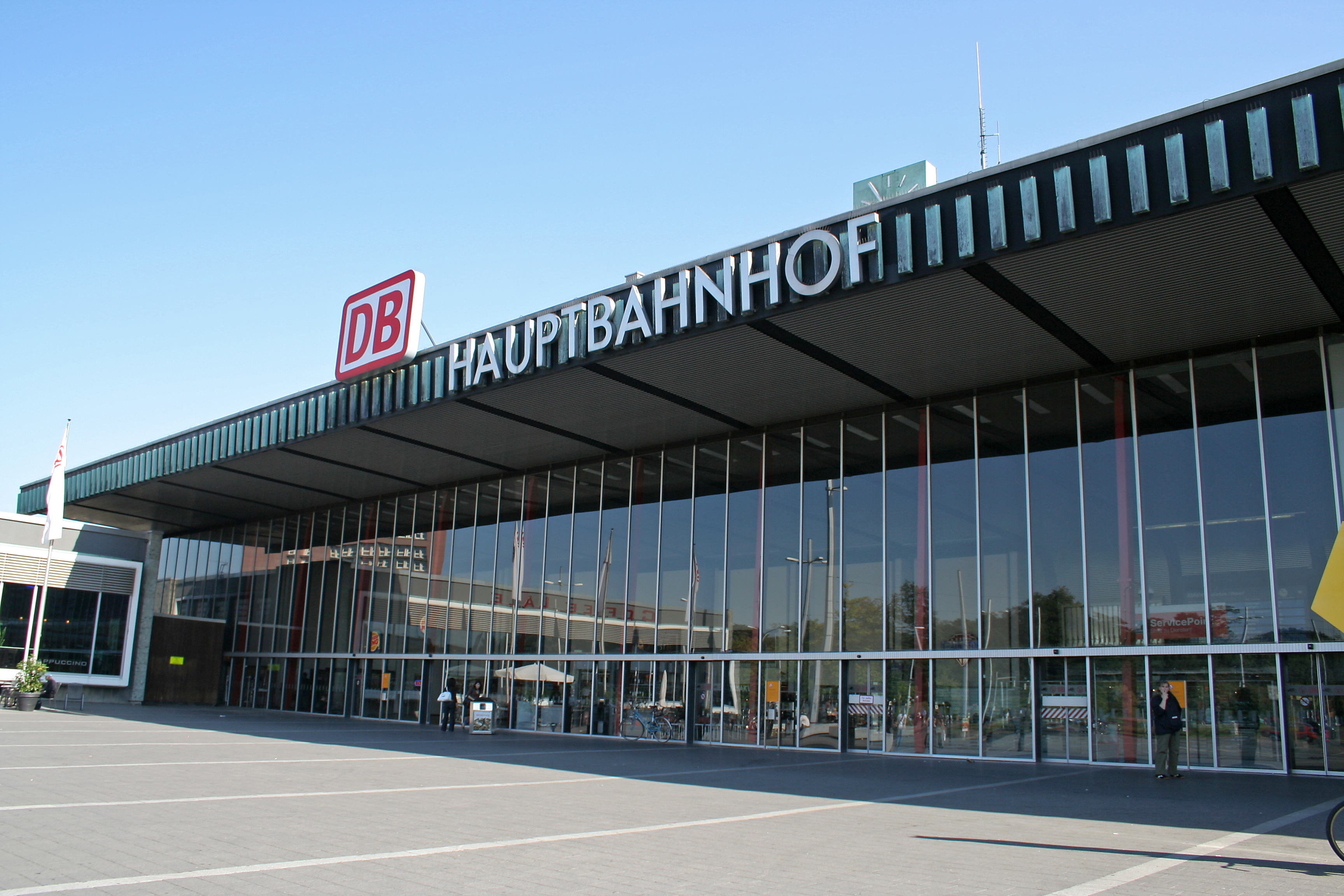
Der Braunschweiger Hauptbahnhof

Im Personenfernverkehr wird die Strecke durch die Intercitylinien 55 Dresden – Leipzig – Magdeburg – Hannover – Dortmund – Köln und 56 Leipzig – Magdeburg – Hannover – Bremen – Oldenburg bedient, die sich zu einem Stundentakt überlagern.
Daneben besteht durch die RB 40 eine stündliche (am Wochenende zwischen Helmstedt und Magdeburg zweistündliche) Regionalverbindung. Zur Hauptverkehrszeit wird das Angebot zwischen Helmstedt und Braunschweig verdichtet.
Zwischen Dezember 2016 und Dezember 2018 fuhr werktags morgens und abends jeweils ein Zug der Westfalenbahn von Minden (morgens) bzw. Rheine (abends) über Hannover und Braunschweig nach Helmstedt (RE 60) und anschließend zurück nach Bielefeld (RE 70). Da die Fahrzeuge seitdem für den Halbstundentakt zwischen Hannover und Braunschweig benötigt werden, wurden die Durchbindungen eingestellt und die Verstärker von DB Regio gefahren. Die morgendliche Verbindung von Helmstedt nach Braunschweig beginnt seitdem in Magdeburg und verkehrt mit einer RB-40-Garnitur des Geschäftsbereichs Südost (ehemalige Marke Elbe-Saale-Bahn). Die übrigen Verstärkerzüge, insgesamt vier Zugpaare, wurden in das Dieselnetz Niedersachsen Ost (DINSO) eingegliedert und werden vom Geschäftsbereich Nord betrieben. Bis März 2019 wurden dazu Züge der Baureihe 628 eingesetzt, seitdem Dieseltriebwagen vom Typ Alstom Coradia Lint 27 (Baureihe 640) in Doppeltraktion.
Zudem herrscht starker Güterverkehr. Die Strecke ist neben wenigen anderen Teil eines elektrifizierten Korridors von Tschechien und den Industrieregionen in Sachsen und Sachsen-Anhalt zu den deutschen und niederländischen Seehäfen an der Nordsee.